# Biblioteca Universale Rizzoli

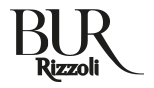
Logo della Biblioteca Universale Rizzoli

La Biblioteca Universale Rizzoli (BUR) è una collana editoriale economica della Rizzoli, fondata nel 1949. Nel Secondo Dopoguerra, fu la prima collana a diffondere in Italia i classici delle letterature mondiali in edizioni tascabili a basso prezzo. La prima serie si chiuse nel 1972; la seconda serie è iniziata nel 1974.

## Storia
Fino al 1948 la Rizzoli Editore aveva pubblicato prevalentemente periodici. Si era affermata prima con le riviste illustrate (Il Secolo Illustrato, Secolo XX), poi era passata ai settimanali d'attualità (Omnibus, Oggi e L'Europeo). 
Nel 1948 Luigi Rusca, esperto di editoria libraria che aveva lavorato presso Mondadori dal 1928 al 1945, propose ad Angelo Rizzoli di pubblicare libri già conosciuti al grande pubblico in edizione economica su modello della tedesca Reclam. Rizzoli accettò subito l'idea e si mise all'opera per la sua realizzazione. Le caratteristiche dei volumi furono il piccolo formato e la copertina non appariscente di colore grigio-verde; il testo era stampato con il carattere Times New Roman, uno dei più comuni; le introduzioni erano brevi e stringate; la copertina era stampata invece col Bodoni. Ogni settimana usciva un titolo nuovo; il prezzo veniva calcolato secondo una proporzione fissa: 50 lire ogni 100 pagine, indipendentemente dall'opera. 
Il primo direttore della collana fu Paolo Lecaldano, intellettuale napoletano; a lui fu affidata la scelta delle opere da pubblicare. Il primo libro della Biblioteca Universale Rizzoli, uscito nel gennaio 1949, fu il celeberrimo I promessi sposi. La collana ebbe subito un grande successo. Nel 1952, l'UNESCO dichiarò la collana una "iniziativa di importanza e interesse mondiale". Dopo il grande successo degli anni Cinquanta e dei primi Sessanta, la BUR subì la straordinaria affermazione degli Oscar Mondadori, usciti a partire dal 1965, che proponevano titoli contemporanei.
Nell'aprile 1972, dopo 909 titoli pubblicati (e numerati – col criterio sotto descritto – fino al 2487), si chiuse la prima serie con l'uscita dei Fatti e detti memorabili di Valerio Massimo.

## 1973: la seconda BUR
Nell'ottobre 1973, la BUR riprese le pubblicazioni per merito del nuovo direttore editoriale della Rizzoli Libri, Mario Spagnol (1973-79). La prima pubblicazione della seconda serie furono le Confessioni di Sant'Agostino.
Per rispondere alla concorrenza, i volumi ebbero una nuova veste tipografica, con copertine più colorate e attrattive per i lettori. Dalla fine del 1972, il nuovo direttore della BUR era diventato Evaldo Violo: aprì la collana, sino ad allora dedicata esclusivamente ai classici, che erano fuori diritti d'autore, anche alla narrativa e alla saggistica contemporanee, e anche al teatro e ai manuali illustrati.
I grandi autori della Rizzoli - Giovannino Guareschi, Indro Montanelli, Oriana Fallaci, Alberto Bevilacqua, Mika Waltari - entrarono stabilmente nel catalogo BUR. Oltre al progetto di riedizione di tutti i classici, Violo progettò di includere gli autori che ancora non erano apparsi nella prima serie BUR, come Cicerone. E scelse di avvalere i testi di nuove introduzioni d'autore, note allargate e anche del testo a fronte originale. Molte opere, classici e non, ebbero, nel tempo, nuove traduzioni, apparati e note redatte ex novo da giovani studiosi già affermati, supervisionati da cattedratici di fama, come ad esempio il filologo Antonio La Penna, per i classici latini e greci. Il più grande dei progetti fu la ritraduzione delle Vite parallele di Plutarco di Cheronea, il cui primo volume apparve nel 1987, con le Vite di Alessandro Magno e Giulio Cesare. Dal 1974 al 2010 la nuova BUR ha pubblicato circa 3.200 titoli.
Nel 2019 la Biblioteca Universale Rizzoli, diretta da Federica Magro, ha compiuto 70 anni. In occasione dell'anniversario è stata creata un'agenda che raccoglie citazioni e perle d'archivio, e si conclude con una poesia di Pierluigi Cappello.

## Identità grafica
I libri BUR uscivano ogni settimana. Il prezzo – anche questa fu una novità – fu calcolato secondo una proporzione fissa: 50 lire ogni 100 pagine, indipendentemente dalla notorietà dell'opera; un'analoga proporzione con le pagine stampate riguardava anche il curioso metodo di numerazione della collana: ciascun volume progressivo, in ordine cronologico di pubblicazione, era contrassegnato da un intervallo variabile, che poteva essere una numerazione singola (volume singolo) oppure multipla (volume doppio fino a quintuplo), secondo la mole del libro stesso. Il formato, peraltro, era costante: cm. 15,6 x 10,2.
Lo stile della Biblioteca Universale Rizzoli è stato legato per molti anni a una linea stilistica austera e sobria, tuttavia si possono trovare molte declinazioni e articolazioni nelle varie pubblicazioni.
Dal 1949 al 1972 i libri si presentavano con un piccolo formato e con un colore di copertina non rigida, grigio e beige. Il colore contrastava con il carattere tipografico della copertina, il Bodoni. Il testo invece stampato nel carattere Times.
Dal 1973 si vede trasformata in veste grafica, affidata a Jonh Alcorn, che sostituì il logo e caratterizzò le copertine successive con varietà compositiva e figurativa, ricevendo la piena fiducia da parte di Mario Spagnol. 

## Serie
- Biblioteca dello spirito cristiano
- BUR 24/7
- BUR Arte
- BUR Best seller
- BUR Bilingue
- BUR Classici
- BUR Classici Best
- BUR Classici del pensiero
- BUR Classici greci e latini
- BUR Classici poesia
- BUR Classici ragazzi
- BUR Classici teatro
- BUR Design
- BUR Dizionari
- BUR Extra
- BUR Futuro passato
- BUR Grandi romanzi
- BUR Libri dello spirito cristiano
- BUR Opere di Oriana Fallaci
- BUR Pillole
- BUR Psicologia e società
- BUR Radici
- BUR Saggi
- BUR Scienza
- BUR Scrittori contemporanei
- BUR Senza filtro
- BUR Storia
- BUR Varia
- I libri della speranza
- BUR Letteraria: dall'aprile 2025, grandi voci della letteratura contemporanea, riprende libri usciti per piccole case editrici indipendenti.